# Jessica Hausner
Jessica Hausner (* 6. října 1972 Vídeň, Rakousko) je rakouská filmová režisérka a scenáristka. Mezinárodní pozornosti se jí dostalo v roce 2001, kdy byl její film Lovely Rita promítán v sekci Un certain regard na filmovém festivalu v Cannes. O tři roky později se vrátila do Cannes s filmem Hotel. Její film Láska šílená z roku 2014 byl vybrán do soutěže v sekci Un certain regard na festivalu v Cannes 2014.
Jessica Hausner je dcerou vídeňského malíře Rudolfa Hausnera, sestrou kostýmní výtvarnice Tanji Hausner a nevlastní sestrou scénografky a malířky Xenie Hausner. Vystudovala Filmovou akademii ve Vídni. S kolegy režiséry Barbarou Albertovou a Antoninem Svobodou a kameramanem Martinem Gschlachtem založila v roce 1999 vídeňskou filmovou produkční společnost coop99. V roce 2017 byla jmenována členkou Akademie filmových umění a věd.
V roce 2002 byla členkou poroty na 24. Mezinárodním filmovém festivalu v Moskvě. V roce 2016 byla členkou poroty sekce Un certain regard na filmovém festivalu v Cannes 2016.

## Filmografie
- Flora (krátký film, 1995)
- Inter-View (1999)
- Lovely Rita (2001)
- Hotel (2004)
- Schläfer (2005 – producentka)
- Toast (2006)
- Free Rainer (2007 – producentka)
- Lurdy (2009)
- Láska šílená (2014)
- Malý Joe (2019)
- Club Zero (2023)